# Rustam Totrov
Rustam Totrov (ryska: Рустам Станиславович Тотров), född 15 juli 1984 i Ordzjonikidze (nuvarande Vladikavkaz), är en rysk brottare som tog OS-silver i tungviktsbrottning vid de grekisk-romerska OS-brottningstävlingarna 2012 i London. 